# Адхьятмик ишварий вишвавидьялай
Адхьятмик ишварий вишвавидьялай (АИВВ) (хинди आध्यात्मिक ईश्वरीय विश्वविद्यालय IAST: ādhyātmika īśvarīya viśvavidyālaya) — «Духовно-божественный университет») — религиозное сообщество, отделившееся от «Брахма Кумарис» и считающее себя реформирующим направлением в религиозно-общественном движении «Брахма Кумарис». Сторонники этого направления также называют себя «Праджапита Брахма Кумарис» (Prajapita Brahma Kumaris) или «Партия прогресса» (англ. Advance Party).
Организация базируется в городе Кампил (англ. Kampil), округ Фаррукхабад, штат Уттар-Прадеш, Индия.

## Учение
Сторонники АИВВ считают, что один из деловых партнёров основателя «Брахма Кумарис» Лекхраджа Крипалани — медиум, умерший в 1942 году, перевоплотился как Вирендер Дев Диксит (англ. Virender Dev Dixit), который стал основателем АИВВ, а после смерти Лекхраджа — снова стал настоящим медиумом, передающим слова Бога и разъясняющим ранее данные учения. Полученная Дикситом информация стало основой учения АИВВ. Известная причина, по которой АИВВ отделился от «Брахма Кумарис» — то, что сторонники АИВВ решили, что новое руководство «Брахма Кумарис» начало цензурировать и подменять ранее данные медиумам и записанные откровения — «мурли», а многие члены «Брахма Кумарис» неверно истолковывают и не так понимают данные им предсказания будущего. Тем не менее, в учениях «Брахма Кумарис» и АИВВ остаётся много общего; АИВВ рассматривает учение «Брахма Кумарис» не как ложь, а как «базовое знание» (англ. Basic Knowledge), и утверждает, что в дополнение к тому базовому знанию Диксит получил от Шивы ещё и «продвинутое знание» (Advance[d] knowledge), а вот ныне действующий главный медиум «Брахма Кумарис» — пожилая женщина по имени Хирадая Мохини (Hiradaya Mohini) или Дади Гульзар (Dadi Gulzar) — не имеет подлинной медиумической связи с Богом и Лекхраджем.

## Членство
Первоначально большую часть членов «Адхьятмик ишварий вишвавидьялай» составляли бывшие члены «Брахма Кумарис», разочаровавшиеся в той организации или вступившие в конфликт с руководством.

## Оценки и критика
Джон Уоллисс утверждает, что «Партия прогресса» (АИВВ) радикально реинтерпретирует милленаристское учение «Брахма Кумарис», пытаясь восстановить его «истинную оригинальную форму». В результате АИВВ предсказывал разрушение мира в 2008 году и установление «тысячелетнего царства» в 2036.
«Брахма Кумарис» использует термин «Партия прогресса» для обозначения тех умерших участников движения, которые, как считается, должны вновь родиться, когда грядущий «Золотой век» будет близок, чтобы подготовить наступление рая на земле. Оставшиеся в «Брахма Кумарис» полагают, что раскольническая группа АИВВ неуместно использует этот термин по отношению в своим сторонникам, и называют участников АИВВ «шанкар-партией» (англ. Shankar Party).

## Утверждения о преступной деятельности
В декабре 2017 года индийская полиция прибыла в ашрам «Адхьятмика ишвария вишвавидьялая», чтобы освободить сотни женщин — участниц этой организации, которые, как утверждалось, содержались в ужасных условиях. Всего было освобождено 250 женщин и 48 девочек, и многие из них, согласно заявлению городского уполномоченного по делам женщин Свати Маливал (Swati Maliwal), видимо находились в состоянии наркотической интоксикации. Согласно протоколу заседания Высшего Суда Дели (англ. Delhi's High Court), лидер группы Вирендра Дев Диксит изнасиловал многих женщин и вынуждал обитателей ашрама жить в условиях «хуже, чем у скота на ферме».